# FS-VDSL
FS-VDSL (sigle de Full Service-VDSL) est une ancienne association internationale sans but lucratif de droit suisse, créée en juillet 2000, initialement comme sous-comité du Full Service Access Network (FSAN), à l'initiative de France Télécom, British Telecom, Bell Canada et US-West (Qwest) (en). Elle a été dissoute fin 2003.

## Objectifs
Les objectifs étaient :
1. de publier rapidement les spécifications d'un réseau multiservice de bout en bout, à haut débit, basé sur le plan de fréquence 998 du VDSL, qui puisse être déployé rapidement et économiquement pour permettre aux usagers (essentiellement consommateurs) de bénéficier d'un environnement concurrentiel, dans le cadre général de FSAN,
2. d'acquérir rapidement une grande visibilité et de construire une crédibilité de par l'engagement des acteurs pprincipaux, avec le but déclaré de s'appuyer sur des organismes existants tels que DSL Forum (en), DVB et les instituts de normalisation,
3. de réaliser ses objectifs par le moyen d'une coopération internationale de toutes les parties intéressées.

FS-VDSL a publié, en juin 2002, donc après moins de deux ans de travail, les spécifications complètes d'un système triple play, construit autour d'une architecture dite « agnostique » par rapport au réseau d'accès et donc, bien qu'initialement prévue pour s'adapter au VDSL, s'est révélée compatible avec une multitude de techniques d'accès. À la suite de cette publication, FS-VDSL a été incorporé dans la Commission d'Études 16 de l'UIT-T sous forme d'un groupe spécialisé (Focus Group) et les spécifications du Triple Play transformées en normes internationales (Recommandations H.610 et H.611).
Une fois ces normes publiées, le comité FS-VDSL a été dissous à la fin de 2003 et ses actifs dévolus à un nouveau comité, consacré à l'étude des passerelles domestiques (évolution des « box » du Triple play), le Home Gateway Initiative (en) (HGI, lui-même dissous en juin 2016).